# The Complete Bitches Brew Sessions
Pour les articles homonymes, voir Bitches Brew.
The Complete Bitches Brew Sessions est une anthologie jazz-rock du compositeur et trompettiste de Jazz américain Miles Davis. La compilation comprend tous les morceaux enregistrés par l'artiste entre le 19 août 1969 et le 6 février 1970, y compris l'intégralité du double album Bitches Brew sorti en avril 1970. 
L’album est initialement sorti en novembre 1998 sous la forme d'un coffret de quatre CD accompagné d'un livret de 148 pages. Il a été réédité en 2004 sous une nouvelle présentation.

## Titres

### CD 1
1. Pharaoh's Dance [20:06]
2. Bitches Brew [27:01]
3. Spanish Key [17:34]
4. John McLaughlin [4:23]

### CD 2
1. Miles Runs the Voodoo Down [14:04]
2. Sanctuary [10:59]
3. Great Expectations [13:48]
4. Orange Lady [13:52]
5. Yaphet [9:42]
6. Corrado [13:12]

### CD 3
1. Trevere [5:58]
2. The Big Green Serpent [3:38]
3. The Little Blue Frog (Alt) [12:13]
4. The Little Blue Frog (Mst) [9:12]
5. Lonely Fire [21:10]
6. Guinnevere [21:07]

### CD 4
1. Feio [11:52]
2. Double Image [8:25]
3. Recollections [18:57]
4. Take It or Leave It [2:16]
5. Double Image [5:52]

## Musiciens
- Miles Davis - trompette
- Wayne Shorter – saxophone soprano
- Bennie Maupin - clarinette
- Joe Zawinul – piano électrique
- Larry Young - piano électrique
- Chick Corea - piano électrique
- John McLaughlin - guitare
- Dave Holland – contrebasse
- Harvey Brooks - basse électrique
- Lenny White - batterie
- Jack DeJohnette - batterie
- Don Alias - batterie, congas
- Jumma Santos - shaker, congas